# SS City of Cairo
SS City of Cairo foi um navio de passageiros britânico operado pela Ellerman Lines e construído pela Earle's Shipbuilding em Kingston upon Hull

## Características
Construído nos estaleiros da empresa Earle's Shipbuilding a pedido da companhia inglesa Ellerman Lines, foi entregue em janeiro e 1915. O City of Cairo era um navio a vapor misto, com capacidade para transportar 311 pessoa, entre passageiros e tripulantes, e 7.422 toneladas de carga. Com a tonelagem de arqueação bruta de 8.034 toneladas e 137,1 m de comprimento, dois pavimentos e  dois mastros, a embarcação possuía motor a vapor de 774 hp, proporcionando uma velocidade máxima de 12 nós

## Viagem final
Contratado pelo governo britânico para transportar suprimentos durante a Segunda Guerra Mundial, em outubro de 1942, saiu de Mumbai, Índia, com uma carga especial; 2.000 caixas de moedas de prata, além de ferro-gusa, madeira, lã, algodão e minério de manganês. Após sua passagem pela Cidade do Cabo, complementou o transporte de 101 passageiros e alguns militares britânicos.
Navegando pelo Atlântico Sul, rumo a Inglaterra, com a última escala em Pernambuco, foi avistado em 6 de novembro pelo submarino alemão U-68, que necessitou de dois disparos de torpedos para afundar o Cidade do Cairo (o segundo, um "tiro de misericórdia", após 20 minutos do primeiro).

### Resgates
Foram poucas as vidas perdidas no momento do naufrágio, porém, seis botes salva-vidas ficaram por várias semanas perdidos no mar, dispersando-se uns dos outros. 
Em 19 de novembro, três botes foram resgatados pelo SS Clan Alpine, a caminho da ilha de Santa Helena. Na noite deste mesmo dia, mais um bote foi encontrado pelo SS Bendoran.
Os dois botes restantes foram encontrados, um em 12 de dezembro, pelo navio alemão Rhakotis e o outro, em 27 de dezembro por um caça minas da marinha brasileira.
Os ferimentos, a desidratação e a falta de água potável e comida, motivada longo período a deriva, fizeram com que das 311 pessoas que estavam a bordo do navio no momento do ataque, 104 morressem, ou no Cidade do cairo, nos botes, nos navios de resgates, ou nos hospitais. Por exemplo; do bote salvo pelo Rhakotis, restavam somente três pessoas vivas, enquanto uma morreu a bordo, os dois restantes sofreram novo naufrágio, quando a embarcação alemã cruzou com o HMS Scylla , no dia 1 de janeiro de 1943, sendo torpedeado e afundado e novamente ficaram a deriva em botes salva-vidas, porém, foram resgatados rapidamente.
Alguns dos mortos no ataque e naufrágio do Cidade do Cabo, foram homenageados com seus nomes listados no Tower Hill Memorial, em Londres.

## Recuperação da carga
O City of Cairo possuía, entre sua carga, uma remessa especial de 2.000 caixas contendo moedas de prata destinadas ao governo britânico. Este montante foi arrecadado entre os indiano para contribuir e custear os esforços de guerra contra a Alemanha nazista. 
Na década de 2010, o Ministério dos Transportes do Reino Unido contratou a empresa Deep Ocean Search' especializado em salvatagem, para tentar recuperar as moedas de prata e após algum tempo de pesquisas e exploração, a empresa encontrou a embarcação sinistrada, em 2011, a 17.000 pés de profundidade. Em 2013, a Deep Ocean realizou uma operação, utilizando submarinos e equipamentos especias para mergulho em profundidades de mais de cinco mil metros, e recuperou aproximadamente 50 milhões de dólares (34.000.000 de Libra esterlina). Esta operação quebrou o recorde de salvamento subaquático mundial. 
As moedas de prata foram derretidas e grande parte do rendimento da operação retornou ao governo britânico. Uma pequena fração do lucro, foi dividida entre os profissionais que realizaram o salvamento da carga.